# Тереньга
Тереньга́ — посёлок городского типа, административный центр Тереньгульского района Ульяновской области России.

## Этимология
Название поселение произошло от видоизмененного названия реки Теренгул, это название отражено в наименовании района Тереньгульский. Гидроним Теренгул происходит от тюркских: терен — «глубокий» и кул — «овраг, долина, лощина».
Сравнить с чувашскими: «терĕн» (тарăн) — глубокий и «гуль» (кÿлĕ) — озеро.
Чувашский гидроним "Теренлĕ вар çырми - Овраг с глубоким дном"
Терĕн - «глубокий»; тефс. ХII-XIII вв. тӓрин, кирг., казах., к. калп., ойр., тув. терең, узб. теран, узб. С тиринг, азерб. дәрин, тур. дерин, ног., кумык. терен, тат. тирән, башк. тәрән, хак. тирең, якут. дириң «глубокий», «глубоко».

## История
Рабочий посёлок Тереньга — одно из ранних поселений Поволжья, основано во второй половине XVII века.
23 мая 1682 года — дата первого документального упоминания о сосуществовании деревня Тереньга. Одним из основателей Тереньги являются князья Долгоруковы.
В 1721 году село Введенское Теренгул да села Архангельского Болгобураку принадлежало князю Сергею Петровичу Долгорукову.
С 1747 года земли при «реке Теренгулу» приобрели своего нового хозяина — князя Б. С. Голицына.
В 1768—1769 годах князья Голицыны построили в посёлке суконную мануфактуру. Фабрика считалась самым крупным предприятием в Симбирской губернии и одним из крупнейших в России.
В 1780 году село Теренгул вошло в состав Сенгилеевского уезда Симбирского наместничества.
В 1796 году — в Симбирской губернии.
Тереньга занимала очень выгодное положение: через неё проходил главный торговый путь из Оренбурга и Уральска на Москву и Нижний Новгород. Впоследствии Тереньга стала крупным торгово-промышленным селом. Она находилась в 70 верстах от губернского города Симбирска и в 47 верстах от уездного города Сенгилея. В основном здесь проживало русское население. Всего же по данным подворной переписи 1910—1911 гг. на территории района было 9238 хозяйств, общее коренное население составляло 49478 человек. Преобладающие промыслы по населенным пунктам: бондари (Назайкино), вальщики (Ясашная Ташла, Зеленец), лесорубы (Солдатская Ташла, Ясашная Ташла, Бол. Борла), кирпичники (Языково), кузнецы (Тереньга, Красноборск), портные (Тумкино, Красноборск, Ясашная Ташла), плотники (Бол. Борла, Михайловка), пильщики (Ясашная Ташла, Бол. Борла), сапожники и столяры (Тереньга), сборщики грибов (Ясашная Ташла).
До начала XIX века владельцем села была княгиня Н. А. Голицына. Затем хозяином Тереньги, а также Гладчихи и Епифановки, стал помещик и крупный царский чиновник А. И. Скребицкий. Тереньга относилась к селам с хорошо развитым строительным делом. Жилым постройкам Тереньги уступали многие села Сенгилеевского уезда. Тереньгульская суконная мануфактура князей Голицыных, открытая в числе первых мануфактур в 1769 г. была самой крупной симбирской мануфактурой и одной из крупнейших мануфактур России.
В 1787 году построена Введенская церковь. Храм деревянный, а в 1850 году перенесён помещиком Г. Скребицким на настоящее место; храм обнесен каменной оградой. Престолов в нём четыре: главный в честь Введение во храм Пресвятые Богородицы, в правом приделе во имя Святителя и Чудотворца Николая, в левом — в честь Покрова Пресвятые Богородицы и в трапезном приделе во имя четырёх Святителей Московских Петра, Алексия, Ионы и Филиппа, а в 1850 году построена — Александро-Невская церковь. Храм каменный, тёплый, построен помещиком Александром Никифоровичем Скребицким; обнесен каменной оградой. Престолов в нём три: главный — во имя св. благоверного князя Александра Невского и в приделах: один — в честь иконы «Божьей Матери всех скорбящих Радости» и другой — во имя св. прор. Ильи. Часовен в этом приходе две: Серпевская в селе и Покровская в 4 вер. от села в поле; обе каменные; в Покровскую часовню совершается крестный ход 1 октября в память избавления жителей от холеры.
В 1861 году село стало волостным центром, в которое вошло 17 населённых пунктов.
В 1863 году было открыто мужское народное училище.
В 1872 году селе открыто земское одноклассное училище.
Церк.- приход. попечительство существует с 1876 г.
В 1886 году был построен арестный дом.
1 сентября 1890 г. открылась почтово-сберегательная касса. Всего в селах района имелось 2 церковно-приходских, 3 начальных народных и несколько земских школ.
Женская земская школа существует с 1897 года.
В начале XIX века теренгульское имение Голицыных перешло сначала к их дальнему родственнику камергеру Н. И. Маслову, а затем в 1819 году — бригадирше Н. Б. Алмазовой (урождённой княжне Голицыной) и её племяннику князю И. А. Голицыну.
С 1830-х гг. Тереньгой владел отставной генерал, тайный советник А. Н. Скребицкий. Позднее имение принадлежало его потомкам: дворянам Киндяковым, баронам Стремфельдт (с 1864 года) и, наконец, с 1899 года до 1917 г. — Е. М. Перси-Френч.
25 января 1935 году по постановлению Президиума ВЦИК РСФСР произведено новое районирование Средне-Волжского края. Был создан Тереньгульский район в нынешних границах. В его состав входили 24 сельских Совета.
Статус посёлка городского типа — с 16 ноября 1966 года.
12 октября 1981 года в Доме культуры райцентра был открыт филиал Ульяновского областного драматического театра.
В 2005 году стал административным центром Тереньгульского городского поселения.

## Достопримечательности

### Господский дом
Тереньга (усадьба) (Господский дом, Усадьба Перси-Френч) — дом построен в стиле позднего классицизма, с элементами эклектики в с. Тереньга построен в сер. XIX в. А. Н. Скребицким. Кирпичи для здания поставляли его крестьяне, они же и строили дом. Кругом был разбит парк, который был обнесён высокой кирпичной оградой. Скребицкий имел репутацию умного, деятельного и попечительного хозяина, не жалеющего. Долгие годы усадьбой владела дочь А. Н. Скребицкого Софья Александровна и её второй муж, шведский барон К. К. Стремфельдт. Бездетная чета, скрашивая унылые будни, не раз распахивала двери дома для многочисленных своих гостей. И тогда до утра в ярко освещенных комнатах горели свечи, звучала музыка и романсы, слышался веселый смех и шелест кринолинов. С начала XX века тереньгульский дворец перешёл племяннице Стремфельдт, богатой симбирской помещице из рода Киндяковых Е. М. Перси-Френч, отображенных в романах известного симбирского писателя И. А. Гончарова. Любительница ружейной охоты, она наезжала в Тереньгу с толпой симбирских охотников, для которых близлежащие Подкуровские удельные дачи были любимым местом охотничьих забав. В годы первой мировой войны, являясь сопредседательницей Симбирского отделения Красного Креста, Е. М. Перси-Френч устроила на свои средства в тереньгульском имении госпиталь для раненых.
Во время революции усадьбу национализировали. В Гражданскую войну в барском доме располагался штаб генерал-лейтенанта Каппеля. Во время боёв в центральный купол дома попал артиллерийский снаряд. Однако позднее купол был восстановлен в своём первоначальном виде. После 1928 года в здании разместился Тереньгульский райисполком, затем школа крестьянской молодежи, с 30-х годов — начальная школа, интернат для иногородних учащихся, затем — общеобразовательная школа. В 2003 году школа переехала в другое помещение.
Историей постройки Теренгульского дворца и определением его архитектурной ценности занимались московские искусствоведы, работавшие в 1970-х гг. по приглашению председателя Ульяновского отделения ВООПИК А. Н. Блохинцева, позднее в 1980-х — преподаватели УлГТУ (М. Митропольская и др.), а затем в 1990-х — управление по охране памятников при обл. архитектуре (Б. В. Аржанцев, С. С. Касаткин, Н. А. Шнейдер).
С осени 2004 года здание господского дома в Тереньге пустует и постепенно разрушается.

### Памятники
- Памятник воинам-односельчанам, погибшим в годы Великой Отечественной войны (1985 г.)[11]

- В парке Победы, Тереньга.
- В парке Победы, Тереньга.
- Церковь Введения во храм Пресвятой Богородицы, Тереньга.
- Усадьба Перси-Френч, Тереньга.
- Усадьба Перси-Френч, Тереньга.
- Старый дом.

### Фестиваль
- В Тереньге, в парке-усадьбе Е. М. Перси-Френч, проходит межрегиональный конкурс гармонистов, баянистов, аккордеонистов имени А. Ф. Данилова «Тереньгульские переливы», который проводится с 2010 года[12].

## Население
| Год  | Число дворов | Число жителей | Примечания |
| ---- | ------------ | ------------- | --- |
| 1780 |              | 1352          | Ревизских душ. Помещичьи крестьяне. |
| 1859 | 578          | 2803          | Церквей православных 2. Часовня раскольничья. Почтовая станция. Ярмарка. Базар. Фабрика суконная. Становые квартиры.                        |
| 1900 | 488          | 3235          | в 308 двор. 838 м. и 945 ж.; сверх того раскольников в 7 двор. 23 м. и 21 ж. 173 двор. 671 м. и 715 ж.; сверх того раскольников 13 м. и 9 ж |
| 1924 | 664          | 3326          | |

| 1959  | 1970  | 1979  | 1989  | 2002  | 2009  | 2010  |
| ----- | ----- | ----- | ----- | ----- | ----- | ----- |
| 3056  | ↗4288 | ↗4622 | ↗5941 | ↘5509 | ↘5226 | ↗5330 |
| 2011  | 2012  | 2013  | 2014  | 2015  | 2016  | 2017  |
| ↘5320 | ↘5252 | ↘5199 | ↘5115 | ↘5081 | ↗5084 | ↘5039 |
| 2018  | 2019  | 2020  | 2021  |       |       |       |
| ↘5008 | ↘4899 | ↘4775 | ↗5186 |       |       |       |

## Ведущие предприятия
- ОАО «Тереньгульский маслодельный завод»
- ООО «Народный хлеб»
- ФГУ «Тереньгульский лесхоз»
- ГП «Полиграфист»

## Известные уроженцы
- В 1911 году в Тереньге родился В. Ф. Морозов, эмигрант, предприниматель, пионер производства высококачественного шоколада в Японии.